# 太平路 (广西)
太平路，元朝时设置的路。
元朝设置太平路，治所在崇善县（今广西壮族自治区崇左市），属湖广等处行中书省。辖境相当今广西崇左市、宁明县、凭祥市、龙州县、大新县等地区。明太祖改为太平府。1912年废除太平府。